# Проституция в Германии
Проституция официально разрешена в Германии и облагается государственными налогами. Годовой оборот этого бизнеса составляет примерно 6 млрд евро. Предоставлением секс-услуг за деньги в этой стране занимаются около 400 тыс. женщин (немок и гражданок других стран), среди них благодаря лазейкам в законах можно встретить и несовершеннолетних. По данным на 1998 год 87,5 % женщин, ввезённых в Германию для занятия проституцией были из Восточной Европы, среди которых 17 % было из Польши, 14 % из Украины, 12 % из Чешской Республики и 8 % из Российской Федерации.

## Общее описание
В последние годы[когда?] для Германии стало характерно явление масштабного импорта женщин для занятий проституцией из стран Африки, Азии и Восточной Европы (см. торговля людьми). Нередко в их родных странах им обещают предоставить в Германии хорошо оплачиваемую работу медсестры, переводчицы, повара или сиделки. Если жертва соглашается, то пересечение границы осуществляется по поддельным визам, паспортам или пригласительным письмам. Для этого налажено взаимодействие турагентств с приглашающими лицами. При этом, как только «приглашённая» девушка попадает в Германию, её ставят перед фактом невозможности получения легальной работы и принуждают к проституции для возмещения средств, затраченных на получение паспорта, визы, авиабилета и других расходов. Если жертва пытается сопротивляться, то её психологически ломают, используя запугивание или изнасилование. Цена такой женщины на чёрных рынках Западной Европы составляет от 50 до 3 500 евро, большая часть товара поступает из Молдавии, Болгарии и Украины (см. торговля людьми на Украине). Возраст жертв не имеет значения, известны случаи продажи в сексуальное рабство девочек в возрасте 11 лет.

### Социальная защита
Официальное признание профессии проститутки внесло существенные изменения в жизнь и карьеру немецких путан. Так, теперь они могут взыскать с клиента деньги в суде, имеют собственные правозащитные и профсоюзные группы, получают пенсии и платят взносы в пенсионный фонд, платят налоги государству. В законопроекте имеется противоречие, в частности, вокруг обязательной регистрации проституток и работников пуфов. По требованию союза, регистрация проституток должна проходить даже в случае разовой работы, а также при наличии регистрации в другом городе.

## История

### Издревле
Первые упоминания о проституции в Германии относятся к позднему средневековью. В Гамбурге бордель существовал уже в 1292 году, в Берлине — в 1410, в Мюнхене — в 1431.
В 1537 году саксонский город Фрайберг закрыл свой бордель по инициативе местных лютеран, однако через три года он снова был открыт. Последнее вызвало крайнее недовольство Лютера, который в письме Иерониму Веллеру писал: «Те, кто хотят восстановить эти дома, должны прежде отречься от Христа и признать, что они не христиане, а язычники, которые ничего не знают о Боге». По инициативе лютеранских проповедников публичные дома были закрыты в Аугсбурге (1532), Ульме (1537), Регенсбурге (1553) и Нюрнберге (1562).
В 1792 году в Берлине была введена система регламентации проституции.
1 января 1846 года Фридрих Вильгельм IV закрыл бордели в Пруссии.
В 1856 году Верховный суд Пруссии постановил, что организация борделей вне зависимости от намерений законодателя незаконна и что все бордели Пруссии должны быть закрыты.
В 1861 году проституция была запрещена в Баварии.
На начало 1867 года медицинский осмотр был обязанностью для 995 проституток в Берлине. К концу этого года число выросло до 1447.
В 1871 году Уголовный кодекс Германской империи запретил сутенёрство по всей Германии; согласно параграфу 181 закона сутенёру грозило до 5 лет тюрьмы. В 1873 году бордель был закрыт в Дортмунде, в 1880 году — в Кёльне.

### После Первой мировой войны
В январе 1921 года в Гамбурге насчитывалось свыше 1300 зарегистрированных проституток, из которых от 550 до 600 жили в 114 зарегистрированных борделях, расположенных на 8 улицах.
17 июня 1921 года гамбургский парламент проголосовал за закрытие борделей в городе.
18 февраля 1927 года рейхстаг Веймарской республики принял Закон о борьбе с венерическими заболеваниями. Этот закон отменял государственное регулирование проституции, распускал «полицию нравов» и позволял полиции арестовывать проституток только в том случае, если они привлекали к себе клиентов «способом, опасным для общественной морали и приличия», или же делали это поблизости от церкви и школы или в городах с населением менее 15 тыс. человек. Все бордели Германии по этому закону были закрыты.
Принятие закона мотивировалось, в частности, тем, что незарегистрированные проститутки (число которых, по некоторым оценкам, превосходило число зарегистрированных в 10 раз) теперь будут охотнее обращаться за медицинской помощью в случае венерического заболевания, не опасаясь преследований со стороны полиции. Также закон поддержали ряд женских организаций, считавших систему регламентации примером двойных стандартов — налагая различные ограничения на женщин в проституции, она никак не касалась поведения их клиентов. В 1926 году глава Штутгартской полиции (сторонник регламентации) говорил: «Женские организации всех родов ослеплены лозунгом „против двойных стандартов в нравственности“». Сам он считал, что против женщин, «опустившихся на дно общества», необходимы специальные предупредительные меры.
Его мнение разделялось многими другими чинами полиции. После принятия закона среди властей возникли разногласия, что следует понимать под «способом, опасным для общественной морали и приличия» (статья 361/6 УК). Полиция проявила тенденцию к расширительному толкованию данного выражения, однако после вмешательства судов, отменявших приговоры в отношении проституток, число осуждений по этой статье резко упало; например, в Лейпциге с 227 в 1928 году до 11 в 1930.
Социал-демократы поддерживали закон, а вот НСДАП была в оппозиции. По мнению Фёлькишер Беобахтер от 16 февраля 1927 года, закон служит не борьбе с венерическими заболеваниями, а их распространению среди немецкого народа, а также угрожает нравственным и расовым основам семьи. Дер Штюрмер полагал, что принятие закона выгодно марксистам и евреям.
3 декабря 1932 года рейхсканцлером Германии стал Курт фон Шлейхер. Портфель министра внутренних дел в его правительстве получил Франц Брахт, член католической партии Центра, сторонник более жёсткого отношения к проституткам. Назначенный им глава полиции в Кёльне Вальтер Лингенс запретил проституткам искать клиентов на улицах; его примеру последовали Нейсс, Мюнстер и Дортмунд.

### При Гитлере
28 февраля 1933 года, на следующий день после поджога Рейхстага, был принят «Чрезвычайный декрет о защите народа и государства». Сразу после этого полиция, чьи полномочия необычайно расширились, начала массовые аресты проституток; в одном Гамбурге весной-летом 1933 года была арестована 3201 женщина, заподозренная в проституции, из них 814 были подвергнуты предварительному заключению. По всей Германии число арестов измерялось десятками тысяч. Проституция перестала быть видимой в Германии, что стяжало правительству Гитлера поддержку партии Центра, которая 24 марта 1933 года проголосовала за предоставление ему чрезвычайных полномочий; против этого закона голосовали только социал-демократы (депутаты Коммунистической партии Германии к этому времени уже были арестованы).
26 мая 1933 года правительство изменило формулировку параграфа 361/6; теперь им запрещалось привлекать клиентов «способом, привлекающим внимание либо нацеленным на беспокойство публики или отдельных лиц». Этот закон подводил под действия полиции легальный базис. О предстоящем изменении закона председатель Рейхстага и министр без портфеля в правительстве Гитлера Герман Геринг объявил ещё 22 февраля, при этом подчёркивалось, что восстановления системы регламентации не будет.
Осенью 1933 года, однако, обнаружилось, что полиция не рассматривает это заявление как руководство к действию. В октябре полиция Эссена, в прямое нарушение закона 1927 года, выделила специальные дома для зарегистрированных проституток, при этом посещение остальных мест города им запрещалось. Примеру Эссена вскоре последовали Гамбург, Альтона и Бремен. Свои действия полиция обосновывала законом от 28 февраля. В ноябре прусский министр юстиции опубликовал меморандум, призывающий к восстановлению системы регламентации в полном объёме.
Политических партий к этому времени в Германии, кроме НСДАП, уже не осталось, но в оппозицию этому предложению выступили благотворительные организации: лютеранская «Внутренняя миссия» и католическая Каритас. По мнению последней, регламентация проституции «вредит репутации государства и разрушает нравственные убеждения народа». «Внутренняя миссия» же в своей петиции обращала внимание правительства на то, что проституция — институт, чуждый германским народам нордической расы. В январе 1934 года глава Германского общества борьбы с венерическими болезнями также раскритиковал ситуацию в городах, введших систему регламентации. К ним к этому времени присоединился Кёльн, в котором в зарегистрированных борделях жило 150 проституток, а ещё 1600 женщин, заподозренных в проституции, подвергались принудительным медицинским обследованиям. На это Вальтер Лингенс ответил, что цель полиции — это не «узкий морализм», а поддержание общественного порядка и что полиции следует дать полную свободу в борьбе с блудом.
Аннетта Тимм также отмечает введение регламентации проституции в Любеке задолго до того, как были введены законные основания для этого.
12 июля 1934 года министр внутренних дел Германии Вильгельм Фрик издал декрет, объявляющий, что закон 1927 года по-прежнему остаётся в силе, что организация борделей незаконна и что полиции следует твёрдо придерживаться букве закона. Известно, что гамбургская полиция этого декрета не послушалась, а лютеранская газета, посмевшая напечатать его с критикой гамбургских властей, получила предупреждение от гестапо.
17 июня 1936 года шефом германской полиции был назначен Генрих Гиммлер, ярый сторонник регламентации. При нём расширение системы борделей продолжалось, так как Гиммлер считал проституцию противоядием от гомосексуализма.
Наконец, 9 сентября 1939 года правительство издало декрет, восстанавливающий регламентацию в полном объёме. Декрет гласил, что «там, где специальные дома проституции до сих пор не существуют, полиции следует организовать их в подходящих для этого районах». Декрет также запрещал еврейкам заниматься проституцией и запрещал проституткам изготовлять приспособления для садомазохизма. Параграф 17 закона 1927 года, запрещающий организацию борделей, таким образом более не действовал и в ноябре 1940 года был и формально отменён.
К 1942 году полиция организовала в Берлине 28 борделей.

### После Второй мировой войны
12 января 1968 года новый Уголовный кодекс запретил занятие проституцией в Восточной Германии. Уголовный кодекс утратил силу 3 октября 1990 года, после присоединения Восточной Германии к Западной.
Нынешний «Закон о проституции» действует с 1 января 2002 года. Закон были принят 19 октября 2001 года при поддержке «зелёных», социал-демократов, Либерально-демократической партии и части Партии демократического социализма. Блок ХДС-ХСС голосовал против.
Правительство Ангелы Меркель планирует внести в закон о проституции изменения с тем, чтобы исключить занятие этим бизнесом несовершеннолетних, а также защитить проституток из стран Восточной Европы от насилия.

## Интересные факты
- Закон о проституции сыграл злую шутку с девушкой, которая решила продать девственность на интернет-аукционе за деньги. Через несколько дней после сделки её обязали заплатить с полученной суммы налог, существенно уменьшив вознаграждение, выплаченное клиентом[13].

- Бонн стал первым городом Германии, которому удалось обложить налогом проституток, работающих не в борделях и массажных салонах, а на улицах. Городские власти установили на улицах приборы, подобные автоматам для оплаты парковки. Проститутка, выйдя на работу, должна через него заплатить 6 евро за смену, независимо от количества клиентов. Сообщается, что за 2011 год городская казна пополнилась 250 тысячами евро в виде «секс-налогов»[14].